# SU·HOME
《2024 SUHO CONCERT "SU:HOME"》은 대한민국의 음악 그룹 EXO의 멤버 수호의 첫 번째 콘서트 투어이다.

## 개요
2024년 3월 25일, EXO 각종 SNS를 통해 수호의 첫번째 단독 콘서트 일정을 발표하였으며, 티켓 예매는 일반 예매에 앞서 4월 1일 EXO-L 선행 예매가, 일반 예매는 3일에 멜론티켓을 통해 진행되었다.
뒤이어 4월 5일에는 공식 SNS를 통해 5개국 아시아 투어의 일정을 공개하여 투어의 범위를 확대하였으며, 이와 동시에 신보 발표 계획을 공식화하였다.

## SU:HOMME
2024년 11월 28일, EXO 공식 SNS는 2일간의 앙코르 콘서트 일정을 발표하였으며, 예매는 12월 4일 팬클럽 선행 예매가, 6일에는 일반 예매가 멜론티켓을 통해 진행되었다.
수호는 해당 투어를 통해 약 5만 5천여명의 누적 관객을 기록하였다.

## 투어 일정
| 일정             | 도시         | 국가       | 장소                               | 관객 동원     |
| ---------------- | ------------ | ---------- | ---------------------------------- | ------------- |
| 2024년 5월 25일  | 서울         | 대한민국   | 올림픽 공원 올림픽 홀              | 통산 7,000명  |
| 2024년 5월 26일  | 서울         | 대한민국   | 올림픽 공원 올림픽 홀              | 통산 7,000명  |
| 2024년 6월 22일  | 마닐라       | 필리핀     | 스마트 아라네타 콜로세움           | 8,000명       |
| 2024년 7월 6일   | 홍콩         | 홍콩       | 아시아 월드 엑스포 홀 10           | 5,000명       |
| 2024년 7월 13일  | 대북         | 중화민국   | 타이페이 공연 예술 센터            | 1,500명       |
| 2024년 7월 20일  | 방콕         | 태국       | 로열 파라곤 홀                     | 3,000명       |
| 2024년 7월 28일  | 쿠알라룸푸르 | 말레이시아 | 메가스타 아레나                    | 5,000명       |
| 2024년 8월 10일  | 자카르타     | 인도네시아 | 테니스 인도어 세나얀               | 2,000명       |
| 2024년 9월 27일  | 다치카와시   | 일본       | 타치가와 스테이지 가든             | 통산 4,000명  |
| 2024년 9월 28일  | 다치카와시   | 일본       | 타치가와 스테이지 가든             | 통산 4,000명  |
| 2024년 10월 11일 | 오사카       | 일본       | 페니체 사카이 홀                   | 1,500명       |
| 2024년 10월 12일 | 나고야       | 일본       | 일본 특수도업 시민회관 포레스트 홀 | 2,300명       |
| 2025년 1월 25일  | 서울         | 대한민국   | SK올림픽핸드볼경기장(SU:HOMME)     | 통산 10,000명 |
| 2025년 1월 26일  | 서울         | 대한민국   | SK올림픽핸드볼경기장(SU:HOMME)     | 통산 10,000명 |

## 세트 리스트
- Opening VCR -
- Mayday
- Morning Star
- Grey Suit
- 자화상 (Self-Portrait)

- Ment -
- 무중력 (Zero Gravity)

- VCR #2 -
- 치즈 (Cheese)
- 점선면 (1 To 3)
- Hurdle

- Ment -
- 커튼 (Curtain)
- 암막 커튼 (Starry Night)
- Wishful Thinking
- Moonlight

- Ment -
- Decanting

- VCR #3 -
- 이리 溫 (Bear Hug)
- 너의 차례 (For You Now)

- Ment -
- EXO Medley

1. 첫 눈 (First Snow)
2. 으르렁 (Growl)
3. 중독 (Overdose)
4. Monster

- Alright Alright

- Ment -
- O2
- 사랑, 하자 (Let’s Love)

- Encore VCR -
- 75분의 1초 (Moment)

- Ment -
- Made In You

- Opening VCR -
- Mayday
- Morning Star
- Grey Suit
- 자화상 (Self-Portrait)

- Ment -
- 무중력 (Zero Gravity)

- VCR #2 -
- 치즈 (Cheese)
- 점선면 (1 To 3)
- Hurdle

- Ment -
- 커튼 (Curtain)
- 암막 커튼 (Starry Night)
- Wishful Thinking
- Moonlight

- Ment -
- Decanting

- VCR #3 -
- 이리 溫 (Bear Hug)
- OST Medley

1. 낮에 뜨는 별 (Starlight)
2. 아스라이, 더 가까이 (Love You More Gradually)
3. SEDANSOGU (세상에 단 하나뿐인 소중한 그대)

- Ment -
- 첫 눈 (The First Snow)
- EXO Medley

1. Love Shot
2. 으르렁 (Growl)
3. 중독 (Overdose)
4. Monster

- Alright Alright

- Ment -
- O2
- 사랑, 하자 (Let’s Love)

- Encore VCR -
- 75분의 1초 (Moment)
- Rock'n Run

- Ment -
- Made In You

## 게스트
| 일정            | 게스트   |
| --------------- | -------- |
| 2024년 5월 25일 | 윤하     |
| 2024년 5월 26일 | 기리보이 |
| 2025년 1월 25일 | 찬열     |
| 2025년 1월 26일 | 웬디     |

## 제작
- 주최, 주관 : SM 엔터테인먼트, 쇼노트